# Edison (New Jersey)
Edison township az USA New Jersey államában, Middlesex megyében. Lakosainak száma 107 588 fő (2020. április 1.).

## Népesség
A település népességének változása:
| Lakosok száma | 3460 | 99 967 | 107 588 |
|               | 1870 | 2010   | 2020    |